# 出雲駐屯地
出雲駐屯地（いずもちゅうとんち、JGSDF Camp Izumo）は、島根県出雲市松寄下町に所在し、第13偵察戦闘大隊等が駐屯する陸上自衛隊の駐屯地である。

## 概要
駐屯地司令は、第13偵察戦闘大隊長が兼務。
最寄の演習場は、出西訓練場であったが、現在は使用されていない。そのため、鳥取県の日光演習場、岡山県の日本原演習場、広島県の原村演習場がよく使われている。

## 沿革
保安隊出雲駐屯地
- 1953年（昭和28年）10月10日：出雲駐屯地が開設。

1. 第8連隊第1大隊が岡山県水島駐屯地より移駐。
2. 第33会計隊第2分遣隊が海田市駐屯地から移駐。

陸上自衛隊出雲駐屯地
- 1954年（昭和29年）7月1日：陸上自衛隊へ移管[1]。

1. 第8連隊第1大隊が第8普通科連隊第1大隊に称号変更。
2. 第33会計隊第2分遣隊が第357会計隊に改称[2]。

- 1957年（昭和32年）12月：第303地区施設隊が千僧駐屯地より移駐。
- 1962年（昭和37年）1月18日：部隊の新編、移駐

1. 第13特科連隊第1特科大隊、第13対戦車隊、第13偵察隊が新編。
2. 第8普通科連隊第1大隊が米子駐屯地に移駐。

- 1990年（平成02年）3月26日：第303地区施設隊を第349施設中隊に改編し、第7施設群に編合。
- 1999年（平成11年）3月29日：部隊の新編、移駐

1. 第13特科連隊第1特科大隊が日本原駐屯地へ移駐、改編。
2. 第13対戦車隊を第13対戦車中隊に改編。
3. 第349施設中隊が三軒屋駐屯地に移駐[3]。
4. 第304施設隊が新編され、第4施設団に編合。

- 2004年（平成16年）3月29日：部隊の新編、移駐

1. 中部方面後方支援隊第104施設直接支援大隊第1直接支援隊（第304施設隊を支援）を新編。
2. 第13後方支援隊第2整備中隊偵察直接支援小隊（第13偵察隊を支援）を新編。
3. 第13後方支援隊第2整備中隊対戦車直接支援班（第13対戦車中隊を支援）を新編。

- 2008年（平成20年）3月26日：部隊の改編、廃止

1. 第13偵察隊を増強改編。
2. 第13対戦車中隊、第13後方支援隊第2整備中隊対戦車直接支援班を廃止。

- 2015年（平成27年）3月26日：会計隊の改編に伴い、第357会計隊を廃止、第356会計隊出雲派遣隊が設置される。
- 2017年（平成29年）3月27日：第301施設小隊を廃止。
- 2024年（令和06年）3月21日：第13偵察隊と第13戦車中隊（日本原駐屯地）を統合し、第13偵察戦闘大隊を新編[4][5]。

## 駐屯部隊

### 中部方面隊隷下部隊
- 第13旅団
  - 第13偵察戦闘大隊
  - 第13後方支援隊
    - 第2整備中隊
      - 偵察戦闘直接支援隊：第13偵察戦闘大隊を支援
- 第4施設団
  - 第304施設隊
- 中部方面後方支援隊
  - 第104施設直接支援大隊
    - 第1直接支援隊：第304施設隊を支援
- 中部方面会計隊
  - 第356会計隊
    - 出雲派遣隊
- 中部方面システム通信群
  - 第104基地システム通信大隊
    - 第312基地通信中隊
      - 出雲派遣隊
- 出雲駐屯地業務隊

### 防衛大臣直轄部隊
- 中部方面警務隊
  - 第132地区警務隊
    - 出雲連絡班

## 最寄の幹線交通
- 高速道路：山陰自動車道出雲IC
- 一般道：国道9号、国道54号、国道184号、国道431号、島根県道162号大社立久恵線、島根県道243号出雲空港線
- 鉄道：西日本旅客鉄道（JR西日本）山陰本線出雲市駅、一畑電車大社線出雲大社前駅
- 港湾：浜田港、三隈港、西郷港（重要港湾）
- 飛行場：出雲空港（出雲縁結び空港、地方管理空港）、石見空港（萩・石見空港、地方管理空港）、美保飛行場（米子空港、米子鬼太郎空港、共用空港）

## 重要施設
- 三隅発電所（出力100.0万kW。石炭）（浜田市）
- 西島根変電所（超高圧変電所）（益田市）
- 東益田変電所（一次変電所）（益田市）
- 金城変電所（一次変電所）（浜田市）
- 西島根幹線（新西広島変電所から西島根変電所まで、亘長46.6 km[6]の、500 kV送電線路）[7]
- 中国中幹線（西島根変電所から日野変電所まで、亘長152.8 km[6]の、500 kV送電線路）
- 来島ダム（飯石郡飯南町）